# Championnat du Burkina Faso de football 2018-2019
Navigation
Saison précédente Saison suivante
La saison 2018-2019 du Championnat du Burkina Faso de football est la cinquante-septième édition de la première division au Burkina Faso, organisée sous forme de poule unique, le Championnat National, où toutes les équipes se rencontrent deux fois au cours de la saison. En fin de saison, les deux derniers du classement sont relégués et remplacés par les deux meilleures formations de deuxième division.
Le Rahimo FC remporte son premier titre de champion et réalise également le doublé avec la victoire en Coupe.

## Qualifications continentales
Deux places en compétitions continentales sont réservées aux clubs burkinabés : le champion se qualifie pour la Ligue des champions de la CAF 2019-2020 tandis que le vainqueur de la Coupe du Burkina Faso obtient son billet pour la Coupe de la confédération 2019-2020.

## Les clubs participants
- Union sportive des Forces armées
- Étoile filante de Ouagadougou
- ASFA Yennenga
- AS SONABEL
- Racing Club de Bobo
- ASEC Koudougou - Promu en Championnat National
- Police FC
- Rail Club du Kadiogo
- Bankuy Sports
- US Ouagadougou
- Salitas FC
- Rahimo FC
- AS Douanes - Promu en Championnat National
- ASF Bobo-Dioulasso
- Union sportive de la Comoé
- Majestic Sporting Club

## Compétition
Le barème de points servant à établir le classement se décompose ainsi :
- Victoire : 3 points
- Match nul : 1 point
- Défaite : 0 point

### Classement
| Rang | Équipe                                       | Pts | J  | G  | N  | P  | Bp | Bc | Diff |
| ---- | -------------------------------------------- | --- | -- | -- | -- | -- | -- | -- | ---- |
| 1    | Rahimo FC C                                  | 57  | 30 | 17 | 6  | 7  | 37 | 20 | +17  |
| 2    | Salitas FC                                   | 55  | 30 | 16 | 7  | 7  | 38 | 19 | +19  |
| 3    | Union sportive des Forces armées             | 48  | 30 | 13 | 9  | 8  | 31 | 22 | +9   |
| 4    | ASEC Koudougou P                             | 45  | 30 | 12 | 9  | 9  | 29 | 21 | +8   |
| 5    | Rail Club du Kadiogo                         | 45  | 30 | 11 | 12 | 7  | 28 | 20 | +8   |
| 6    | AS SONABEL                                   | 43  | 30 | 11 | 10 | 9  | 28 | 25 | +3   |
| 7    | Majestic Sporting Club                       | 43  | 30 | 10 | 13 | 7  | 25 | 22 | +3   |
| 8    | Racing Club de Bobo                          | 40  | 30 | 11 | 7  | 12 | 35 | 33 | +2   |
| 9    | AS Douanes P                                 | 38  | 30 | 9  | 11 | 10 | 23 | 27 | -4   |
| 10   | ASF Bobo-DioulassoT                          | 37  | 30 | 9  | 10 | 11 | 33 | 33 | 0    |
| 11   | ASFA Yennenga                                | 37  | 30 | 9  | 10 | 11 | 30 | 30 | 0    |
| 12   | US Ouagadougou                               | 35  | 30 | 9  | 8  | 13 | 22 | 34 | -12  |
| 13   | Étoile filante de Ouagadougou                | 34  | 30 | 8  | 10 | 12 | 30 | 28 | +2   |
| 14   | Police FC                                    | 34  | 30 | 8  | 10 | 12 | 18 | 25 | -7   |
| 15   | Union sportive de la Comoé                   | 34  | 30 | 8  | 10 | 12 | 26 | 42 | -16  |
| 16   | Association Jeunes Espoirs de Bobo-Dioulasso | 19  | 30 | 3  | 10 | 17 | 14 | 46 | -32  |

|  | Qualification pour la Ligue des champions de la CAF 2019-2020         |
|  | Qualification pour la Coupe de la confédération 2019-2020             |
|  | Relégation directe en deuxième division                               |
|  | T : Tenant du titre C : Vainqueur de la Coupe du Faso P : Promu de D2 |

- AS SONABEL qualifié pour la Coupe de la Confédération en tant que finaliste de la Coupe du Faso.
- Les promus sont KOZAF (Kassoum Ouédraogo Zico Académie de Football ) et Royal FC vainqueur de leur poule en deuxième division [2].

## Bilan de la saison
| Championnat du Burkina Faso de football 2018-2019 |                                              |
| Champion                                          | Rahimo FC (1er titre)                        |
| Coupes et trophées                                |                                              |
| Vainqueur de la Coupe du Burkina Faso 2018-2019   | Rahimo FC                                    |
| Qualifications continentales                      |                                              |
| Ligue des champions de la CAF 2019-2020           | Rahimo FC                                    |
| Coupe de la confédération 2019-2020               | AS SONABEL                                   |
| Promotions et relégations                         |                                              |
| Promus en Championnat National                    | KOZAF                                        |
| Promus en Championnat National                    | Royal FC                                     |
| Relégués en Deuxième division                     | Union sportive de la Comoé                   |
| Relégués en Deuxième division                     | Association Jeunes Espoirs de Bobo-Dioulasso |